# Formbach
Der Formbach ist ein gut zweieinhalb Kilometer langer Bach im Odenwald und ein rechter und östlicher Zufluss des Osterbaches, der im hessischen Odenwaldkreis verläuft.

## Geographie

### Verlauf
Der Formbach entspringt im Odenwald auf einer Höhe von etwa 419 m ü. NHN in einem Mischwald am Nordhang des Stutzes (465 m ü. NN) in der Nähe des Steinernen Tisches. Er fließt zunächst in östlicher Richtung durch den Wald und wechselt dann in eine Wiesenlandschaft, wo er sich nach Nordwesten wendet. Er erreicht dann das ehemalige Feriendorf Ostertal, wendet dort seinen Lauf wieder mehr westwärts und mündet schließlich bei Reichelsheim-Unter-Ostern auf einer Höhe von etwa 219 m ü. NHN in den Osterbach.

### Flusssystem Gersprenz
- Fließgewässer im Flusssystem Gersprenz